# Wapen van Foudgum

Wapen van Foudgum

Het wapen van Foudgum is het dorpswapen van het Nederlandse dorp Foudgum, in de Friese gemeente Noardeast-Fryslân. Het wapen werd in 1988 geregistreerd.

## Beschrijving
De blazoenering van het wapen luidt als volgt:
In goud een rechterschuinbalk van azuur, beladen met een gouden pennehouder met kroontjespen, de houder naar boven gericht; de balk links vergezeld van een roos van keel.
De heraldische kleuren zijn: goud (goud), azuur (blauw) en keel (rood).

## Symboliek
- Blauwe schuinbalk: verwijst naar de golvende schuinbalk van het wapen van Westdongeradeel, de gemeente waar het dorp eertijds tot behoorde.[3] Tevens staat het voor de Dokkumerwei die het dorp doorkruist.[3]
- Roos: ontleend aan het wapen van de familie Stenstera die in het dorp een stins bewoonde.[3]

Kroontjespen: symbool voor dominee en dichter François Haverschmidt. Foudgum was zijn eerste parochie waar hij predikte van 1859 tot 1862.

Het wapen van Westdongeradeel.